# Rogiera nicaraguensis
Rogiera nicaraguensis är en måreväxtart som först beskrevs av Oerst., och fick sitt nu gällande namn av Attila L. Borhidi. Rogiera nicaraguensis ingår i släktet Rogiera och familjen måreväxter. Inga underarter finns listade i Catalogue of Life.